# Brechmorhoga latialata
Brechmorhoga latialata là loài chuồn chuồn trong họ Libellulidae. Loài này được González miêu tả khoa học đầu tiên năm 1999.